# Utländska hushållsarbetare i Hongkong

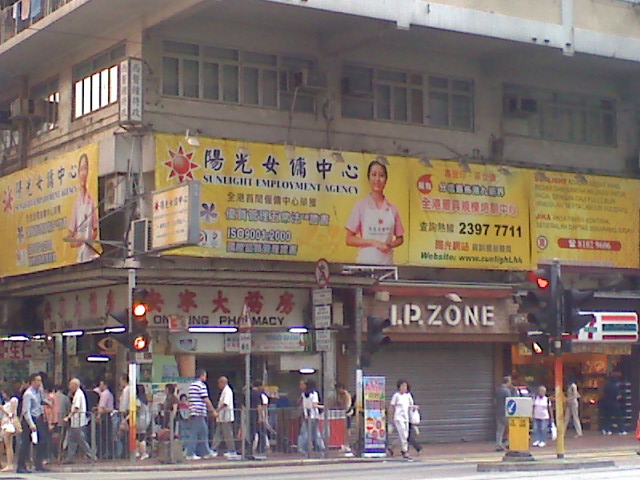
Reklam för förmedling specialiserad på utländska hushållsarbetare i Hongkong i North Point, Hongkong

Utländska hushållsarbetare i Hongkong (kinesiska: 外籍家庭傭工) i Hongkong är husligt anställda som hembiträden, vilka arbetar hos familjer i Hongkong. De utgör uppskattningsvis 3 % av Hongkongs befolkning, och en övervägande majoritet av dem är flickor och kvinnor. 2010 fanns 284 901 utländska hushållsarbetare i Hongkong, av vilka 48 % kom från Filippinerna, 49,4 % från Indonesien, och 1,3 % från Thailand. De bor vanligtvis i sin arbetsgivares hem, och utför hushållsarbete som matlagning, städning, diskning, tvättning, servering och barnpassning. Många av dem bär uniform.
Sedan oktober 2003 har anställningarna varit föremål för kontroverser.

## Vanliga termer

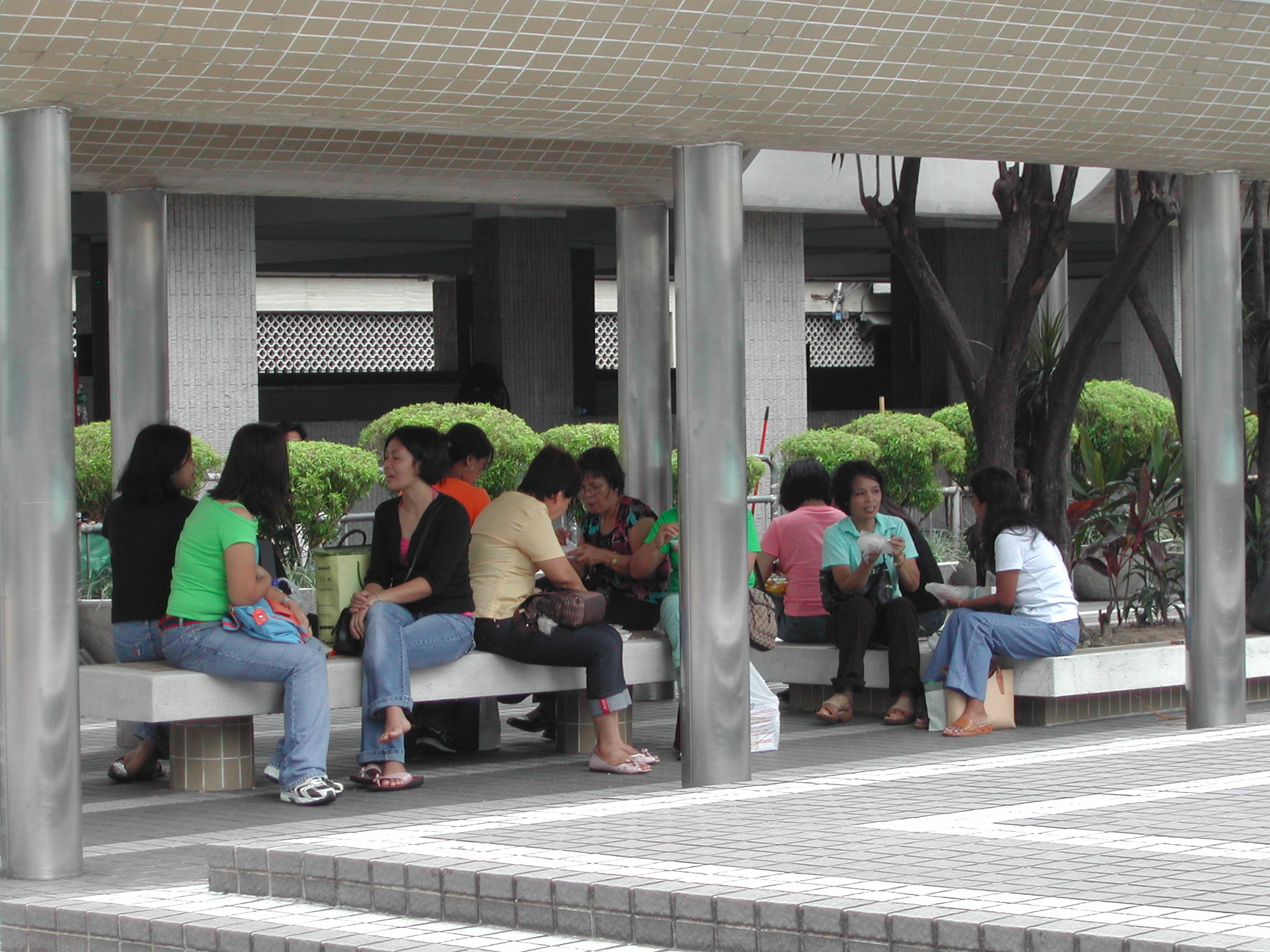
Hushållsarbetare möts på söndagen vid Statue Square i Centrala Hongkong

I Hongkong-kantonesiska är begreppen女傭 (hembiträde) och 外傭 (utländsk tjänare) neutrala och socialt accepterade om utländsk hushållspersonal 
Däremot används termen fei yung (菲傭, filippinsk tjänare) ibland om hushållspersonal oavsett deras ursprung, eftersom begreppet härstammar från en tid då den största delen utländsk hushållspersonal kom från Filippinerna. Medan fei yung anses vara politisk korrekt, anses slangtermen bun mui (賓妹, filippinsk flicka) vara pejorativ eller vulgär då den, liksom "dai luk mui" (大陸妹, kinesisk flicka) och "hok sang mui" (學生妹, studentflicka), också använts inom pornografi- och prostitutionsindustrin under 1980- och 90-talen.. 
I regeringsdokument på kinesiska, kallas utländska hushållsarbetare för家庭傭工, översatt till "hushållsarbetare", antingen av "främmande nationaliteter" eller "rekryterade från utlandet", som i 外籍家庭傭工 or 外地區聘用家庭傭工, respectively. Statsmakterna använder orden med samma betydelse som på engelska, men utmärker sig genom att tala om "hemhjälp" istället för "hushållsarbetare.

## Historia
Med 1970-talets ekonomiska baksteg införde Filippinernas dåvarande president, Ferdinand Marcos den filippinska arbetslagen 1974, och därmed påbörjades den stora filippinska arbetskraftsutvandringen. Den filippinska staten använde utvandringen som en del i kampen mot arbetslösheten som började stiga och för att finansiera ålderdomen åt hemvändande pensionärer. De kommande åren blev Filippinernas ekonomi alltmer beroende av utvandringen, och 1978 privatiserades arbetsförmedlingarna för utlandsarbete, vilket blev en hörnsten i Filippinernas nationella utvecklingsstrategi.
Trenden med arbetskraftsutvandring från Filippinerna började med Hongkongs ekonomiska uppsving under 1970- och 80-talen. Då Folkrepubliken Kina började med ekonomiska reformer i slutet av 1970-talet och mer utrikeshandel blev Hongkong Fastlandskinas största investerare. Arbetsintensiva industrier i Hongkong flyttade till fastlandet, och starkt vinstinriktade föetag inom t.ex. design, marknadsföring och finans expanderade i staden. I kamp mot bristen på arbetskraft mobiliserades allt flera unga flickor och kvinnor. Många familjer med två förvärvsarbetande behövde hjälp med hushållet, och önskade anställa hushållsarbetare. Hongkong-familjerna började framför allt anställa filippinskor, vilka ökade i anatal under 1980- och 90-talen.
Fram till 1990-talet kom de flesta från Filippinerna, sedan även framför allt från grannar som Indonesien och Thailand. Under 1990-talet tog Indonesien och Thailand efter vad Filippinerna gjort, under den ekonomiska krisen, och Hongkong-familjerna började snart även hämta arbetskraft därifrån.

## Anställningsvillkor
Hongkongs regering har satt upp regler för anställning. Både arbetsgivare och arbetstagare måste skriva ett tvåårigt standardkontrakt när utländskt hemhjälp anställs. Några av reglerna omfattar:
Arbetsgivarens skyldigheter
- En hushållsinkomst på minst HK$ 15 000 i månaden för varje utländsk hemhjälp som anställs;
- En avgift på HK$ 9 600 vid anställning av utländsk hemhjälp, inom loppet för ett 2-årskontrakt;[11]
- Erbjuda gratis sjukvård för hemhjälpen;
- Betala en månadslön som inte understiger statsmakternas krav för minimumlöner.

Arbetstagarens rättigheter och skyldigheter
- Utföra det hushållsarbete som står i anställningskontraktet.
- Inta ta anställning hos annan arbetsgivare under tiden;[11]
- Arbeta och bo i arbetsgivarens hem, och förses med lämplig boendemöjligheter med rimlig integritet;[11]
- Rätt till minst en ledig dag i veckan, där den lediga dagen består av minst 24 timmar.[11]

### Fotnoter
1. ↑  Chris Yeung. ”HK needs better leadership, Mr Tsang”. ss. A10.
2. ↑  Catherine W. Ng (Oktober 2001). ”Is there a need for race discrimination legislation in Hong Kong?” (PDF). Centre for Social Policy Studies, PolyU. sid. 24–26. Arkiverad från originalet den 21 februari 2007. https://web.archive.org/web/20070221080952/http://www.acad.polyu.edu.hk/%7Esscsps/publications/policywatch/0110_pw13.PDF. Läst 18 mars 2007.
3. ↑  ”輸入勞工: 外籍家庭傭工” (på Traditional Chinese). Labour Department of HKSAR. 5 januari 2007. Arkiverad från originalet den 5 juli 2007. https://web.archive.org/web/20070705130552/http://www.labour.gov.hk/text/plan/iwFDH.htm. Läst 18 mars 2007.
4. ↑  ”從香港以外地區聘用家庭傭工的僱傭合約” (på Traditional Chinese). Immigration Department of HKSAR. 14 februari 2007. Arkiverad från originalet den 15 mars 2007. https://web.archive.org/web/20070315200733/http://www.immd.gov.hk/chtml/id407form.htm. Läst 18 mars 2007.
5. ↑  ”Importation of Labour: Foreign Domestic Helpers”. Labour Department of HKSAR. 5 juni 2007. Arkiverad från originalet den 20 april 2007. https://web.archive.org/web/20070420024141/http://www.labour.gov.hk/text/eng/plan/iwFDH.htm. Läst 26 juni 2007.
6. 1 2  ”Employment Contract for a Domestic Helper Recruited from Outside Hong Kong”. Immigration Department of HKSAR. 14 februari 2007. Arkiverad från originalet den 20 mars 2007. https://web.archive.org/web/20070320171924/http://www.immd.gov.hk/ehtml/id407form.htm. Läst 18 mars 2007.
7. ↑  Odine de Guzman (October 2003). ”Overseas Filipino Workers, Labor Circulation in Southeast Asia, and the (Mis)management of Overseas Migration Programs”. Kyoto Review of Southeast Asia (4). http://kyotoreview.cseas.kyoto-u.ac.jp/issue/issue3/article_267.html. Läst 18 mars 2007.[död länk]
8. ↑  Vivienne Wee, Amy Sim (August 2003) (PDF). Transnational labour networks in female labour migration: mediating between Southeast Asian women workers and international labour markets. City University of Hong Kong. Arkiverad från originalet den 21 februari 2007. https://web.archive.org/web/20070221125433/http://www.cityu.edu.hk/searc/WP49_03_Wee_Sim.pdf. Läst 18 mars 2007. Arkiverad 21 februari 2007 hämtat från the Wayback Machine. ”Arkiverade kopian”. Arkiverad från originalet den 21 februari 2007. https://web.archive.org/web/20070221125433/http://www.cityu.edu.hk/searc/WP49_03_Wee_Sim.pdf. Läst 21 januari 2012.
9. ↑  Vicky Hu (28 maj 2005). ”The Chinese Economic Reform and Chinese Entrepreneurship” (PDF). Arkiverad från originalet den 27 mars 2009. https://web.archive.org/web/20090327074853/http://unpan1.un.org/intradoc/groups/public/documents/apcity/unpan023535.pdf. Läst 18 mars 2007.
10. 1 2 3  Neetu Sakhrani (December 2002) (DOC). A Relationship Denied: Foreign Domestic Helpers and Human Rights in Hong Kong. Civic Exchange. http://www.civic-exchange.org/eng/upload/files/neetu.doc. Läst 20 juni 2010.[död länk]
11. 1 2 3 4 5  ”Quick Guide for the Employment of Domestic Helpers from Abroad (ID 989)”. Immigration Department of HKSAR. revised 25 april 2008. Arkiverad från originalet den 9 april 2008. https://web.archive.org/web/20080409204616/http://www.immd.gov.hk/ehtml/ID%28E%29989.htm. Läst 18 mars 2007.